# Фынсян
Фэнся́н (кит. упр. 凤翔, пиньинь Fèngxiáng) — уезд городского округа Баоцзи провинции Шэньси (КНР).

## История
В 771 год до н. э. чжоуский Пин-ван перенёс столицу на восток и пообещал циньскому Сян-гуну, что тот получит все земли Чжоу, которые сможет отвоевать у жунов. Вдохновлённый этим, тот развернул систематическую кампанию против жунов, и основал царство Цинь. В 677 году до н. э. циньский Дэ-гун перенёс столицу в Юн (на территории современного уезда Фэнсян).
После того, как царство Цинь завоевало все прочие царства и основало первую в истории Китая централизованную империю, здесь был основан уезд Юнсянь (雍县). При империи Восточная Хань к уезду Юнсянь был присоединён уезд Госянь (虢县).
При империи Суй в 607 году был создан округ Фэнфу (扶风郡), власти которого разместились в административном центре уезда Юнсянь. При империи Тан в 756 году округ Фэнфу был переименован в Фэнсян (凤翔郡), и уезд Юнсянь был переименован в уезд Фэнсян. В 757 году округ Фэнсян был переименован в Фэнсянскую управу (风翔府). В 762 году уезд Фэнсян был присоединён к уезду Тяньсин (天兴县). При империи Цзинь уезд Фэнсян в 1179 году был образован вновь. После монгольского нашествия Фэнсянская управа была в 1305 году была переименована в Саньскую управу (散府), но затем ей было возвращено прежнее название. После Синьхайской революции в Китае была проведена реформа структуры административного деления, и в 1913 году управы были упразднены.
Во время гражданской войны эти места были заняты войсками коммунистов в июле 1949 года. В 1950 году был создан Специальный район Баоцзи (宝鸡专区), и уезд вошёл в его состав. В 1956 году Специальный район Баоцзи был расформирован, и уезд перешёл в прямое подчинение властям провинции Шэньси. В 1958 году были расформированы уезды Цишань и Линью, а их земли (а также часть уезда Мэйсянь, лежащая севернее реки Вэйхэ) были переданы в состав уезда Фэнсян. В январе 1961 году уезд Фэнсян вошёл в состав города Баоцзи. В сентябре 1961 года Специальный район Баоцзи был создан вновь, и уезд Баоцзи вошёл в его состав (при этом уезды Цишань, Линью и Мэйсянь были восстановлены в границах на 1958 год). В 1969 году Специальный район Баоцзи был переименован в Округ Баоцзи (宝鸡地区). В 1971 году округ Баоцзи был опять расформирован, и уезд перешёл в подчинение властям города Баоцзи. В 1979 году округ Баоцзи был создан вновь, и уезд перешёл в подчинение властям округа.
В 1980 году были расформированы округ Баоцзи и город Баоцзи, и создан Городской округ Баоцзи; уезд вошёл в состав городского округа.

## Административное деление
Уезд делится на 12 посёлков.

## Экономика
В уезде расположена Зона промышленного развития новых высоких технологий Фэнсян (беспилотники на водородном топливе, электроника, зелёная энергетика).